# Armands Bērziņš
Armands Bērziņš (ur. 27 grudnia 1983 w Rydze) – łotewski hokeista, reprezentant Łotwy, trzykrotny olimpijczyk.

## Kariera
- Essamika/Juniors (1999)
- HK Prizma Ryga (1999–2000)
- HK Riga 2000 (2000–2001)
- Shawinigan Cataractes (2001–2003)
- Louisiana IceGators (2003–2004)
- Louisiana IceGators (2003–2004)
- HK Riga 2000 (2005–2006)
- VHK Vsetín (2006–2007)
- HK Riga 2000 (2007)
- HC Prostějov (2007–2008)
- HK Nitra (2008)
- Dinamo Ryga (2008–2010)
  -  HK Juniors Riga (2009–2010)
- HPK (2010–2011)
- Junost' Mińsk (2011–2012)
- Kompańjon Kijów (2012–2013)
- Bejbarys Atyrau (2013–2014)
- HC Pustertal–Val Pusteria (2014–2015)
- Dinamo Ryga (2015–2016)
- Gothiques d'Amiens (2016–2017)
- Füchse Duisburg (2017–2018)
- HK Prizma Ryga (2018–2022)
- HK Liepāja (2022–)

Grał w kanadyjskiej lidze juniorskiej QMJHL w ramach CHL, następnie w klubach fińskiej SM-liiga, czeskiej ekstraligi, słowackiej ekstraligi, rosyjskiej KHL, a także ukraińskiej ligi. Od września 2013 zawodnik kazachskiego Bejbarysu Atyrau. W sezonie 2014/2015 grał w lidze włoskiej. Od lipca 2015 ponownie zawodnik Dinamo Ryga. Od lipca 2016 zawodnik drużny Gothiques d'Amiens we francuskich rozgrywkach Ligue Magnus. W sierpniu 2018 został hokeistą HK Prizma. W marcu 2022 przeszedł do HK Liepāja.
W barwach juniorskich reprezentacji Łotwy uczestniczył w turniejach mistrzostw świata do lat 18 w 2000, 2001, mistrzostw świata do lat 20 w 2001, 2002, 2003. W kadrze seniorskiej uczestniczył w turniejach mistrzostw świata w 2007, 2008, 2009, 2011, 2012, 2013, 2014, 2015 oraz zimowych igrzysk olimpijskich 2006, 2010, 2014.

## Sukcesy
Klubowe
- Złoty medal mistrzostw Łotwy: 2001, 2006, 2007 z HK Riga 2000
- Brązowy medal mistrzostw Białorusi: 2006 z HK Riga 2000
- Drugie miejsce w Pucharze Kontynentalnym: 2005/2006 z HK Riga 2000
- Wicemistrzostwo Wschodnioeuropejskiej Ligi Hokejowej: 2001 z HK Riga 2000
- Drugie miejsce w Pucharze Kontynentalnym: 2012 z Junostią Mińsk
- Srebrny medal mistrzostw Ukrainy: 2013 z Kompańjonem Kijów

Indywidualne
- Sezon CHL 2001/2002:
  - CHL Top Prospects Game
- Mistrzostwa Świata w Hokeju na Lodzie 2013/Elita:
  - Czwarte miejsce w klasyfikacji minut kar: 27 minut